# Hamline University

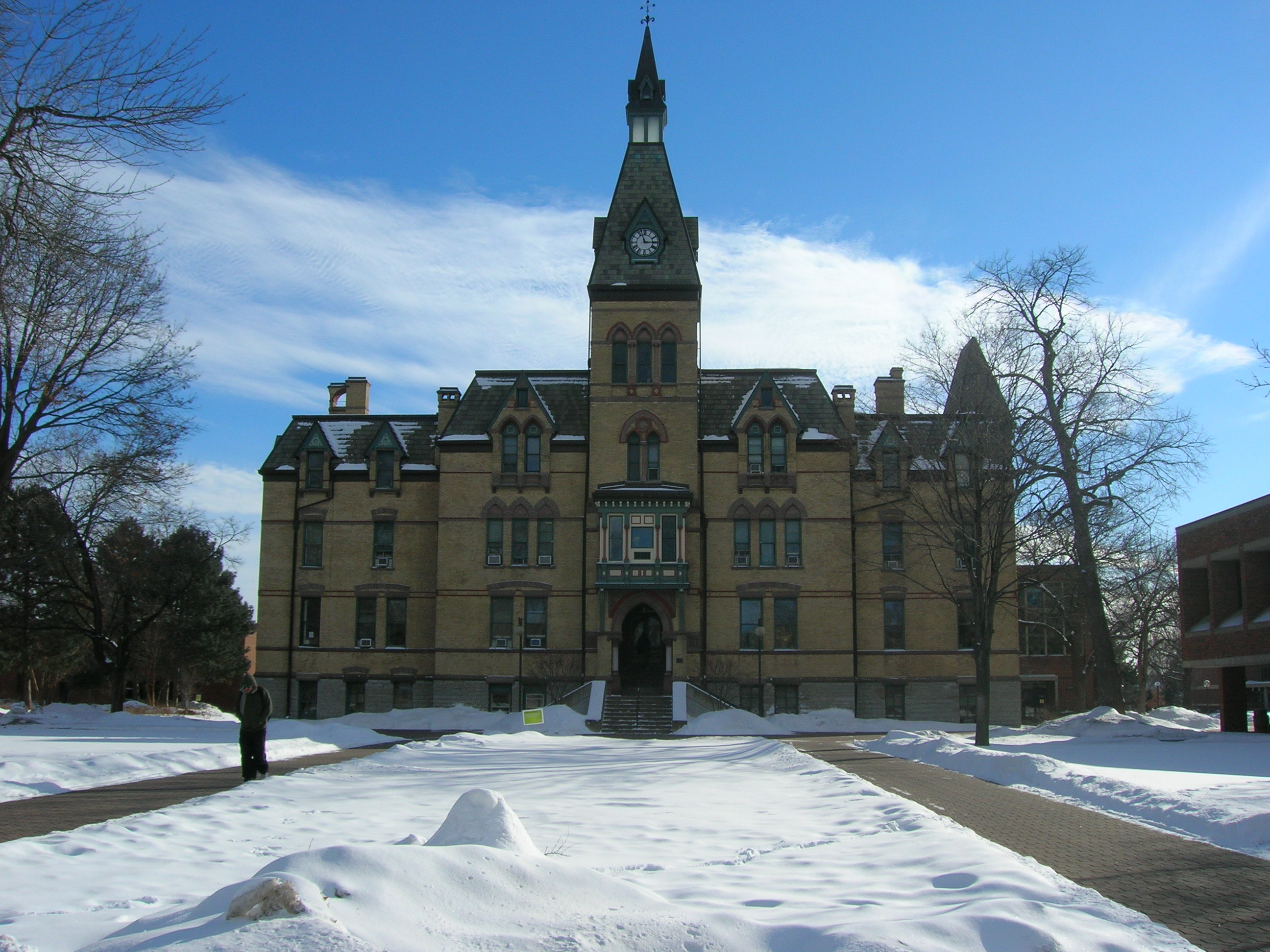
Haupthalle Old Main

Die Hamline University ist eine Privatuniversität in Saint Paul im US-Bundesstaat  Minnesota.

## Geschichte

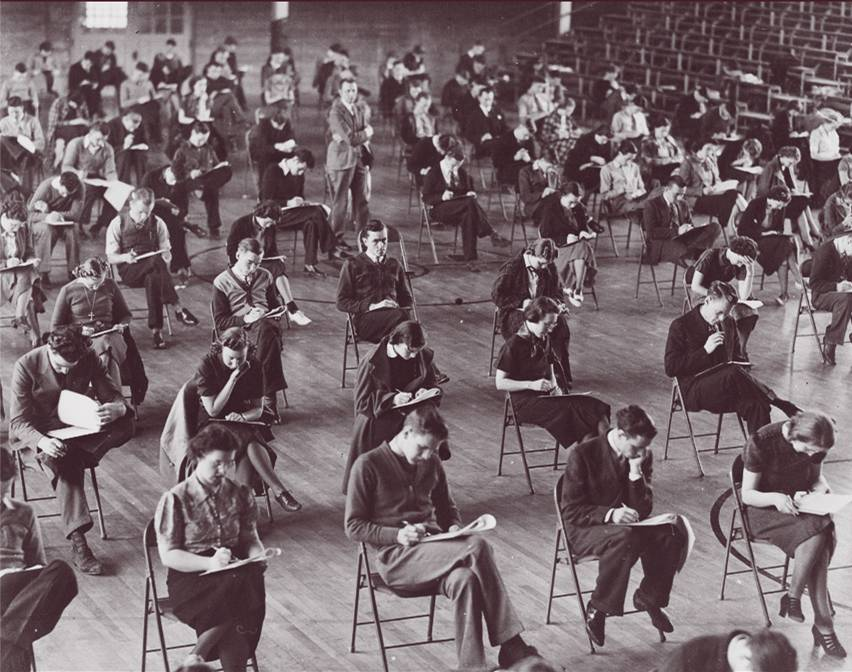
Studenten bei den Semesterendprüfungen in den 1930er-Jahren

Die Hamline University wurde 1854 als methodistische Privatuniversität in Red Wing, Minnesota gegründet. Ihr Name leitet sich ab von dem methodistischen Bischof Leonidas Lent Hamline, der mit einer privaten Spende in Höhe von 25.000 US-Dollar die Gründung der Universität ermöglichte.
Die Hamline University war die erste Höhere Bildungseinrichtung des Staates. Seit ihrer Gründung werden in Hamline Studentinnen und Studenten koedukativ unterrichtet, was in den USA des 19. Jahrhunderts eine Seltenheit war.

## Zahlen zu den Studierenden, den Dozenten und zum Vermögen
Im Herbst 2021 waren 2.931 Studierende an der Hamline University eingeschrieben. Davon strebten 1.817 (62,0 %) ihren ersten Studienabschluss an, sie waren also undergraduates. Von diesen waren 64 % weiblich und 36 % männlich; 8 % bezeichneten sich als asiatisch, 11 % als schwarz/afroamerikanisch, 12 % als Hispanic/Latino und 57 % als weiß. 1.114 (38,0 %) arbeiteten auf einen weiteren Abschluss hin, sie waren graduates. Es lehrten 277 Dozenten an der Universität, davon 118 in Vollzeit und 159 in Teilzeit. 2006 hatte Hamline etwa 4.400 Studierende.
Der Wert des Stiftungsvermögens der Universität lag 2021 bei 138,1 Mio. US-Dollar und damit 37,3 % höher als im Jahr 2020, in dem es 100,6 Mio. US-Dollar betragen hatte.

## Fakultäten
Nach dem U.S. News & World Report ist Hamline in zahlreichen Fächern die beste Universität des Staates. Bekannt ist die Universität insbesondere für ihr College of Liberal Arts und ihre School of Law. Letztere bietet sowohl einen Juris Doctor (J.D.) als auch einen Master of Laws (LL.M.) Studiengang an.

## Kooperationen
Die Hamline University kooperiert auf verschiedenen Feldern mit der Universität Trier. Schwerpunkte der Kooperation liegen in den Fächern Soziologie und Medienwissenschaft. Seit Ende der 1990er Jahre findet ein reger Dozenten- und Studierendenaustausch statt. Die Universität Trier vermittelt jedes Jahr gebührenfreie Studienplätze an der US-amerikanischen Partneruniversität.

## Sonstiges
Auf dem Campus der Universität ist außerdem die Nacel International High School angesiedelt. Bei ihr handelt es sich um eine internationale Schule, die das Hauptbüro der Organisation Nacel International beherbergt.